# Кокколь (рудник)
Кокко́ль (в советских источниках — Кок-Куль; каз. Көккөл) — покинутый вольфрамовый рудник на территории Катон-Карагайского района Восточно-Казахстанской области, действовавший с 1938 по 1954 годы. Сохранился как горнорудный памятник в составе Катон-Карагайского национального парка.

## История освоения
Открытию Коккольского месторождения предшествовали две находки минералов, содержащих вольфрам, в добытых ленинградскими геологами на Алтае образцах кварца. В 1932 году вольфрамит был найден в верховьях реки Большая Кокколь, в развалах жильного кварца горы, получившей название Вольфрамитовая. В 1936 году вольфрамитовые вкрапления были обнаружены в куске кварца, подобранном на перевале у водопада Кокколь.
Благодаря данным находкам летом 1937 года на Большую Кокколь прибыла новая экспедиция, которая обнаружила семь вольфрамоносных жил неподалёку от водопада. Помимо вольфрама, в жилах был обнаружен молибден. В 1938 году были начаты ручные рудничные работы.
Одновременно с освоением месторождения началось строительство рабочего и жилого посёлков. Рабочий посёлок, получивший название Верхний Лагерь, возник возле самого рудника. В его состав вошли бараки, контора, клуб, склад, кузница, обогатительная фабрика. В состав жилого посёлка Нижний Лагерь, воздвигнутого на другом берегу реки Белая Берель, помимо жилых домов, вошли конный двор, школа, пекарня, контора, баня. На дороге, соединяющей два посёлка, был выстроен мост через Белую Берель.
В течение всего периода разработки месторождение считалось стратегическим объектом. Костяк трудовой бригады составляла молодёжь, прибывавшая по комсомольским путёвкам.
Рудник функционировал до 1954 года, после чего был закрыт в связи с истощением.

## В настоящее время
В наши дни бывший рудник стал частью Катон-Карагайского национального парка и считается горнорудным памятником. До наших дней сохранились деревянные здания и остатки рудничных механизмов. На стене одного из бараков размещена мемориальная табличка с надписью «Вечная память нашим отцам и дедам, добывавшим во время войны металл для брони Победы».
Коккольский рудник достаточно активно посещается туристами, совершающими походы к горе Белуха. Популярности способствует близость достопримечательности как к Белухе, так и к высочайшему в Восточно-Казахстанской области водопаду Кокколь.